# Belénessy Csaba
Belénessy Csaba (Zákány, 1949. november 11. – ?, 2024. február 11.) magyar újságíró, az MTI egykori vezérigazgatója, a Mediaworks Hungary Zrt. tanácsadója.

## Életpályája
Nagykanizsán érettségizett a Winkler Lajos Vegyipari Technikumban. 1987-bn szerzett diplomát magyar-népművelés szakon a Janus Pannonius Tudományegyetem tanárképző karán.
1968 és 1981 között a Zsolnay Porcelángyárban dolgozott művezetőként. Egyidejűleg 1972-től a Dunántúli Napló és a Pécsi Rádió külső munkatársa volt. 1981-ben került a Pécsi Rádióhoz. 1984 és 1985 között a Dunántúli Napló munkatársa, majd 1986-tól a Kossuth Rádió pécsi tudósítója volt. 1982 és 1989 között ő volt a Magyar Rádió Ötödik Sebesség című ifjúsági műsorát szerkesztője. 1989-ben A Helyzet című hetilap alapítója és társszerkesztője, 1990 és 1992 között a Pécsi Extra és az Esti Extra főszerkesztője volt. (Kezdeményezésére jött létre a Pécsi Extra és az MTV Pécsi Stúdiója együttműködésében az Extra TV című éjszakai szórakoztató műsor.) 1990-ben a Magyar Rádió Vasárnapi Újság című műsorának műsorvezetője, 1997-ben és 2006-ban felelős szerkesztője; időközben, 1992 és 1996 között ő volt a Határok nélkül és a Helykereső című műsor szerkesztője is.
1997 és 2004 között a Magyar Televízió (MTV) Rt. Regionális, Kisebbségi és Határon túli Főszerkesztőségének volt a vezetője. 2000-ben A Hét főszerkesztője, majd 2000 és 2003 között az MTV Rt. hírigazgató-helyettese volt. 2004 és 2005-ben a Duna TV alelnökeként dolgozott. Belénessy volt 2007-ben a Lánchíd Rádió alapító főszerkesztője.
2008. január 1-jétől az MTI Zrt. stratégiai alelnöke volt. Miután az MTI átszervezése címén, az elnöki tisztséget megszüntették és Vince Mátyást eltávolították, 2010. november 18-án Belénessy lett az MTI vezérigazgatója.
2013-tól a saját filmgyártással foglalkozó Crossborder Film Kft. cégvezetője, valamint a Dunaújvárosi Médiaház igazgatója és a Kanizsa Médiaház menedzsere volt. Tanácsadóként segítette az MTVA, a Déli Szó, a SzegedMa, a Pannon Lapok Társasága, a Rádió1, majd 2020-tól a Mediaworks Hungary Zrt. munkáját. A Karc FM Rádióban Farkasverem címmel vezetett műsort.
Lányai Réka (1975), Blanka (1993), Borka, Anna és Lili, második felesége Trischler Bernadett volt.

## Díjai, elismerései
- Telefaktum országos tv-fesztivál fődíja (1990)
- Pécs város sajtódíja (1999)
- A Magyar Érdemrend lovagkeresztje (2021)[8]

## Művei
- Belénessy Csaba–Máthé Áron: Farkasverem. Történelemórák a Karc FM-en; Crossborder, Budapest, 2019